# Enrique Vargas Anaya
Enrique Vargas Anaya (Ciudad de México, 19 de julio de 1956) es un político mexicano.
Estudió la licenciatura en Lengua y Literatura Hispánicas en la Universidad Nacional Autónoma de México. Participó en el programa de Alta Dirección del IPADE. Periodista y editor, colaboró en el semanario Punto dirigido por Benjamín Wong Castañeda. Se desempeñó como coordinador de Comunicación Social de las fracciones legislativas del PRD en la Cámara de Diputados y en la Asamblea Legislativa del Distrito Federal (ALDF). 
Fue diputado Local por el Distrito III de 2006 a 2009 y presidente de la Comisión de Hacienda en la ALDF. Renunció al cargo de representación popular para contender por la jefatura delegacional de Azcapotzalco. En 2009, ganó la elección interna en el PRD por la candidatura a jefe delegacional de Azcapotzalco. Fue Jefe Delegacional de Azcapotzalco para el trienio 2009-2012. Dirigente de la corriente Izquierda Democrática Nacional (IDN). Es Secretario General del PRD en la Ciudad de México desde 2016.
Es esposo de Laura Velázquez Alzúa, jefa delegacional en Azcapotzalco en 2003-2006 y titular de la Secretaría de Desarrollo Económico del Gobierno del Distrito Federal en 2006-2012, durante la administración del Jefe de Gobierno del Distrito Federal Marcelo Ebrard..